# کلینت هیل (بازیکن فوتبال)
کلینت هیل (انگلیسی: Clint Hill؛ زادهٔ ۱۹ اکتبر ۱۹۷۸) یک بازیکن فوتبال اهل بریتانیا است.